# Skalø
Skalø er en ø i Smålandsfarvandet nord for Lolland.
- Indbyggere: 9 (1. januar 2005).

Skalø ligger i et område med mange andefugle og er et godt område for svanefjersamlere.
Skalø er forbundet med Fejø med en kort dæmning.